# 長澤雅男
長澤 雅男（ながさわ まさお、1933年1月6日 - 2018年3月11日）は、日本の図書館情報学者、東京大学名誉教授。
島根県松江市生まれ。1958年、慶應義塾大学文学部図書館学科卒業。1961年、ジョージ・ピーボデー大学大学院修士課程修了。1958年、国際基督教大学図書館勤務、1960年、慶應義塾大学文学部講師、助教授、1973年、東京大学教育学部助教授、教授、1993年、定年退官、名誉教授、愛知淑徳大学教授。2003年、退職。日本図書館情報学会会長を務めた。
日本図書館協会発行の『日本の参考図書 補遺版』『日本の参考図書 解説総覧』の編集委員長を務めた。

## 著書
- 『参考調査活動序講』慶応義塾大学文学部図書館学科 1964
- 『参考調査資料概説 書誌と参考図書』三田図書館学会 1967
- 『参考調査法 レファレンス・ワークと情報サービス』理想社 現代図書館学叢書 1969
- 『参考調査資料』三田図書館・情報学会 図書館・情報学シリーズ 1970
- 『情報検索入門』森北出版 初等情報処理講座 1971
- 『レファレンス・ブック なにを・どうして求めるか』日本図書館協会 1974
- 『情報と文献の探索 参考図書の解題』丸善 1982
- 『情報源としてのレファレンス・ブックス』日本図書館協会 1989
- 『問題解決のためのレファレンス・サービス』日本図書館協会 1991
- 『レファレンスサービス 図書館における情報サービス』丸善 1995

### 共編著
- 『新・図書館学ハンドブック』岩猿敏生,丸山昭二郎共編 雄山閣出版 1984
- 『図書館学研究入門 意義と方法』戸田慎一共編 日本図書館協会 図書館員選書 1988
- 『図書館学研究入門 領域と展開』戸田慎一共編 日本図書館協会 図書館員選書 1990
- 『講座図書館の理論と実際 第7巻 利用者サービスと利用者教育』小田光宏共著 雄山閣出版 1991
- 『情報源としてのレファレンスブックス 新版』石黒祐子共著 日本図書館協会 2004
- 『問題解決のためのレファレンスサービス 新版』石黒祐子共著 日本図書館協会 2007
- 『レファレンスブックス 選びかた・使いかた』石黒祐子共著 日本図書館協会 2013

### 翻訳
- サミュエル・ローススティーン『レファレンス・サービスの発達』監訳 常盤繁ほか共訳 日本図書館協会 1979
- ロバート・B.ハーモン『書誌入門 書誌学と書誌の展望と文献案内』監訳 日外アソシエーツ 1984